# Juegos de las Islas de 2013
Los XV Juegos de las Islas (en inglés, también conocidos como 2013 NatWest Island Games por razones de patrocinio) fue un evento deportivo disputado entre islas que se llevó a cabo en Bermudas del 13 de julio a 19 de julio de 2013. Bermudas fue seleccionada como sede de los juegos por defecto después de que la Isla del Príncipe Eduardo se retiró de la Asociación Internacional de los Juegos de las Islas.
Fue la primera vez que los juegos se organizaron fuera de Europa.

## Islas participantes
22 islas entidades del IIGA de Europa, del Atlántico Sur y del Caribe compitieron en esta edición. Rodas y Sark declinaron su invitación a los juegos.
- Åland (64)
- Alderney (6)
- Anglesey (23)
- Bermudas (anfitrión) (100)
- Frøya (16)
- Gibraltar (75)
- Gotland (58)
- Groenlandia (74)
- Guernsey (100)
- Hébridas Exteriores (22)
- Hitra (34)
- Islas Caimán (69)
- Islas Feroe (84)
- Islas Malvinas (49)
- Isla de Man (85)
- Isla de Wight (30)
- Jersey (79)
- Menorca (33)
- Orcadas (29)
- Saaremaa (43)
- Santa Helena (8)
- Shetland (46)

## Deportes
Los números en paréntesis indican el número de eventos disputados por deporte.
- Atletismo (39)
- Bádminton (6)
- Baloncesto (1)
- Ciclismo (13)
  - Montaña (3)
  - Road (4)
  - Time trial (4)
  - Town centre criterium (2)
- Fútbol (2)
- Golf (4)
- Gimnasia (24)
- Natación (43)
- Tenis (7)
- Tiro deportivo (30)
- Triatlón (4)
- Voleibol (4)
  - Voleibol (2)
  - Voleibol de playa (2)
- Vela
- Windsurf
- Squash

## Calendario
| A | Apertura | ● | Clasificatorias | # | Eventos finales | C | Clausura |

| Julio de 2013            | Sábado 13 | Domingo 14 | Lunes 15 | Martes 16 | Miércoles 17 | Jueves 18 | Viernes 19 | Medallas de oro |
| ------------------------ | --------- | ---------- | -------- | --------- | ------------ | --------- | ---------- | --------------- |
| Ceremonias               | A         |            |          |           |              |           | C          |                 |
| Atletismo                |           |            | 9        | 7         | 6            | 6         | 11         | 39              |
| Bádminton                |           | ●          | 1        | ●         | ●            | ●         | 5          | 6               |
| Baloncesto               |           | ●          |          | ●         |              | 1         |            | 1               |
| Voleibol de playa        |           | ●          | ●        | ●         | 2            |           |            | 2               |
| Ciclismo                 |           | 4          | 1        | 4         | 2            | 2         |            | 13              |
| Fútbol                   |           | ●          | ●        | ●         | ●            | 2         |            | 2               |
| Golf                     |           |            | ●        | ●         | ●            | 4         |            | 4               |
| Gimnasia                 |           | 2          |          | 12        |              | 10        |            | 24              |
| Windsurfing              |           | ●          | ●        | 2         |              |           |            | 2               |
| Vela                     |           | ●          | ●        | ●         |              | ●         | 3          | 3               |
| Tiroteo                  |           | 6          | 5        | 4         | 5            | 3         | 1          | 30              |
| Squash                   |           | ●          | 2        | 3         | ●            | ●         | 1          | 6               |
| Natación                 |           |            | 11       | 11        | 10           | 11        |            | 43              |
| Tenis                    |           | ●          | 2        | ●         | ●            | ●         | 5          | 7               |
| Triatlón                 |           | 4          |          |           |              |           |            | 4               |
| Voleibol                 |           | ●          | ●        | ●         | ●            | ●         | 2          | 2               |
| Total de medallas de oro |           | 16         | 31       | 43        | 25           | 39        | 28         | 188             |
| Julio de 2013            | Sábado 13 | Domingo 14 | Lunes 15 | Martes 16 | Miércoles 17 | Jueves 18 | Viernes 19 | Medallas de oro |

## Medallero
Isla organizadora (Bermudas)
| Núm.  | País                | Oro | Plata | Bronce | Total |
| ----- | ------------------- | --- | ----- | ------ | ----- |
| 1     | Isla de Man         | 36  | 36    | 25     | 97    |
| 2     | Bermudas            | 27  | 19    | 31     | 77    |
| 3     | Jersey              | 23  | 29    | 28     | 80    |
| 4     | Islas Caimán        | 20  | 18    | 8      | 41    |
| 5     | Guernsey            | 19  | 18    | 24     | 61    |
| 6     | Gotland             | 18  | 6     | 8      | 32    |
| 7     | Islas Feroe         | 10  | 12    | 14     | 36    |
| 8     | Saaremaa            | 8   | 5     | 2      | 15    |
| 9     | Shetland            | 5   | 8     | 3      | 16    |
| 10    | Menorca             | 5   | 3     | 7      | 15    |
| 11    | Hébridas Exteriores | 4   | 2     | 4      | 10    |
| 12    | Gibraltar           | 3   | 5     | 8      | 16    |
| 13    | Anglesey            | 3   | 3     | 5      | 11    |
| 14    | Åland               | 1   | 3     | 9      | 13    |
| 15    | Orcadas             | 1   | 4     | 1      | 6     |
| 16    | Groenlandia         | 1   | 2     | 1      | 4     |
| 17    | Santa Helena        | 1   | 2     | 0      | 3     |
| 18    | Isla de Wight       | 0   | 3     | 0      | 3     |
| 19    | Hitra               | 0   | 0     | 1      | 1     |
| 20    | Alderney            | 0   | 0     | 0      | 0     |
| 20    | Islas Malvinas      | 0   | 0     | 0      | 0     |
| 20    | Frøya               | 0   | 0     | 0      | 0     |
| Total | Total               | 185 | 178   | 179    | 542   |